# Вальдес Меса, Сальвадор
Сальвадо́р Анто́нио Вальде́с Ме́са (исп. Salvador Antonio Valdés Mesa; род. 13 июня 1945 года) — кубинский государственный и профсоюзный деятель, первый заместитель председателя Государственного совета Кубы с 19 апреля 2018 года до 10 октября 2019 года. Вице-президент Республики Куба с 10 октября 2019 года. Член Политбюро ЦК Коммунистической партии Кубы.

## Биография
Родился в 1945 году на Кубе. В 1961 году вступил в Ассоциацию молодых повстанцев. В дальнейшем сделал карьеру в органах Профсоюзного центра трудящихся Кубы и Коммунистической партии Кубы.
В 1993 году впервые избран депутатом Национальной ассамблеи народной власти; с тех пор неоднократно переизбирался, является депутатом и поныне. Работал первым секретарём провинциального комитета КПК в провинции Камагуэй. В 1995—1999 годах занимал пост министра труда и социальной защиты.
В 2013 году избран одним из пяти заместителей председателя Государственного совета Кубы. 19 апреля 2018 года избран первым заместителем председателя Государственного совета. Одновременно стал первым заместителем председателя Совета министров — на Кубе эти должности совмещены.
10 октября 2019 года Парламент Кубы избрал Сальвадора Вальдеса вице-президентом Кубы.